# Ємелісте (Мазовецьке воєводство)
Ємелісте (пол. Jemieliste) — село в Польщі, у гміні Ґоворово Остроленцького повіту Мазовецького воєводства.
Населення — 105 осіб (2011).
У 1975-1998 роках село належало до Остроленцького воєводства.

## Демографія
Демографічна структура станом на 31 березня 2011 року:
|          | Загалом | Допрацездатний вік | Працездатний вік | Постпрацездатний вік |
| -------- | ------- | ------------------ | ---------------- | -------------------- |
| Чоловіки | 61      | 9                  | 40               | 12                   |
| Жінки    | 44      | 8                  | 22               | 14                   |
| Разом    | 105     | 17                 | 62               | 26                   |